# Exosoma apicale
Exosoma apicale es una especie de insecto coleóptero de la familia Chrysomelidae.
Fue descrita científicamente en 1919 por Laboissiere.